# Urepel
Urepel (baskisch Urepele) ist eine französische Gemeinde mit 274 Einwohnern (Stand 1. Januar 2022) im Département Pyrénées-Atlantiques in der Region Nouvelle-Aquitaine (vor 2016: Aquitanien). Die Gemeinde gehört zum Arrondissement Bayonne und zum Kanton Montagne Basque (bis 2015: Kanton Saint-Étienne-de-Baïgorry).
Die Einwohner werden Urepeldar genannt. Der Name der Gemeinde bedeutet „lauwarmes Wasser“, eine Anspielung auf die variable Wassertemperatur der Quellen.

## Geographie
Urepel liegt ca. 50 km südlich von Bayonne im historischen Landstrich Baigorri-Ortzaize der historischen Provinz Nieder-Navarra im französischen Teil des Baskenlands. Die Gemeinde grenzt im Süden und Südwesten an die Autonome Gemeinschaft Navarra im Norden Spaniens.
Umgeben wird Urepel von den Nachbargemeinden:
| Aldudes        |                                             | Banca |
|                | Kompassrose, die auf Nachbargemeinden zeigt |       |
| Erro (Spanien) | Burguete (Spanien)                          |       |

Die höchste Erhebung im Gebiet der Gemeinde ist der Urtarai (1152 m).
Urepel liegt im Einzugsgebiet des Flusses Adour.
Die Gemeinde wird bewässert von der Nive des Aldudes, einem Nebenfluss der Nive, sowie von deren Zuflüssen,
- dem Ahunztarretako Erreka,
- Soaluzeko Erreka und seinem Nebenfluss,
  - dem Harriondoko Erreka,
- dem Imiliztéguiko Erreka und seinem Nebenfluss,

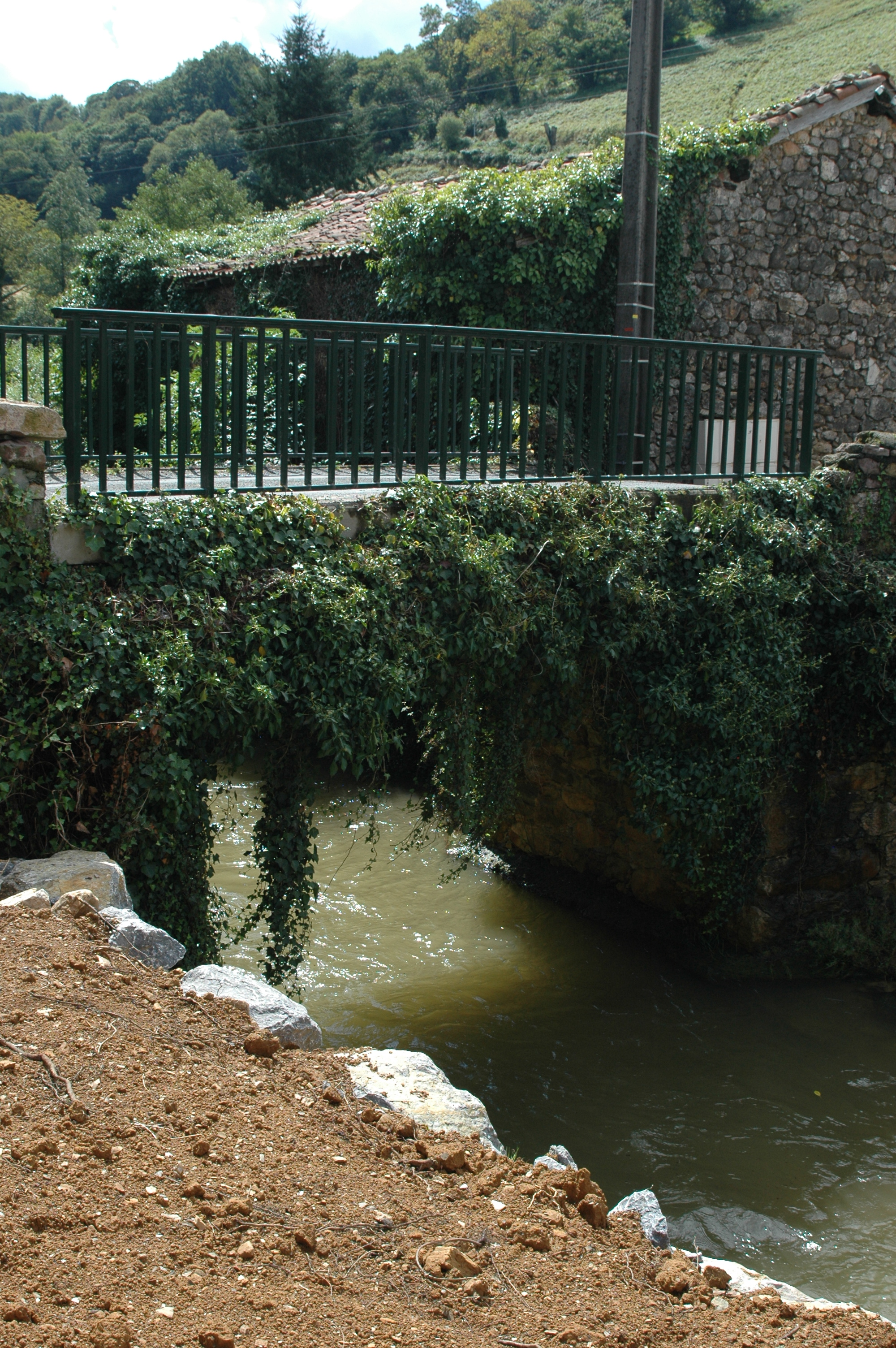
Brücke über die Nive des Aldudes

  - dem Behodeyko Erreka,
- dem Etchemendiko Erreka,
- dem Lohitzeko Erreka und
- dem Labiaringo Erreka.[4]

## Geschichte
Urepel hat sich von Aldudes am 15. Februar 1862 abgespalten und bildet seitdem eine eigenständige Gemeinde. Vorher war es ein Weiler von Aldudes mit einer ausgedehnten Weidelandschaft. Durch den Aufschwung von Saint-Étienne-de-Baïgorry zogen viele Familien im 19. Jahrhundert hierher und entwickelten ein Dorf. Das ehemalige Königreich Navarra ist seit 1512 in einen französischen und einen spanischen Teil gespalten, doch war die eigentliche Grenzziehung in diesem Teil für eine lange Zeit umstritten. Der Vertrag von 1856 regelt die Zuständigkeiten bis heute für das Pays Quint, das den südlichen Teil von Urepel bildet. Der Landstrich gehört zu Spanien, wird aber von Frankreich verwaltet. Die Bewohner sind französische Staatsangehörige und können das Land gegen eine Abgabe an Spanien kultivieren.

### Wappen

Wappen von Urepel

Die Gemeinde trägt das Wappen seit 2002 und lässt sich nach Guy Ascarat, Heraldiker und Historiker, folgendermaßen interpretieren.
Im linken oberen Feld ist eine Glevenrad zu sehen, im Französischen escarboucle genannt. Es entstammt dem Wappen des Königreichs Navarra. Die beiden Schafe oben rechts symbolisieren das ausgedehnte Weideland des Tals, das heute noch ungeteilt bewirtschaftet wird. Die Initialen „VE“ im Feld links unten stehen für die Brandmarke von Urepel, die für Val d’Erro steht und jedes Jahr im Mai an die Rinder angebracht wird. Die drei gewellten Balken auf dem Feld rechts unten repräsentieren die drei Flüsse, die bei Urepel in die Nive des Aldudes zusammenfließen. Die Schreibfeder nimmt Bezug auf Fernando Aire Etxart, genannt Xalbador, ein früherer bekannter Dichter und Bertsolari.

### Einwohnerentwicklung
Nach der Abspaltung der Gemeinde von Alduldes zeigte sie den Höchststand der Einwohnerzahl von 1030 bei der Zählung von 1861. In der Folge setzte eine lange Phase der Stagnation ein, die bis heute andauert.
| Jahr      | 1962 | 1968 | 1975 | 1982 | 1990 | 1999 | 2006 | 2010 | 2022 |
| --------- | ---- | ---- | ---- | ---- | ---- | ---- | ---- | ---- | ---- |
| Einwohner | 573  | 561  | 485  | 459  | 400  | 365  | 349  | 338  | 274  |

## Kultur und Sehenswürdigkeiten
Jedes Jahr am letzten Samstag im Mai wird im Dorf das Fest der Transhumanz gefeiert. Die Rinder, die zur Sommerweide aufbrechen, erhalten dabei das Brandzeichen.

### Bauwerke

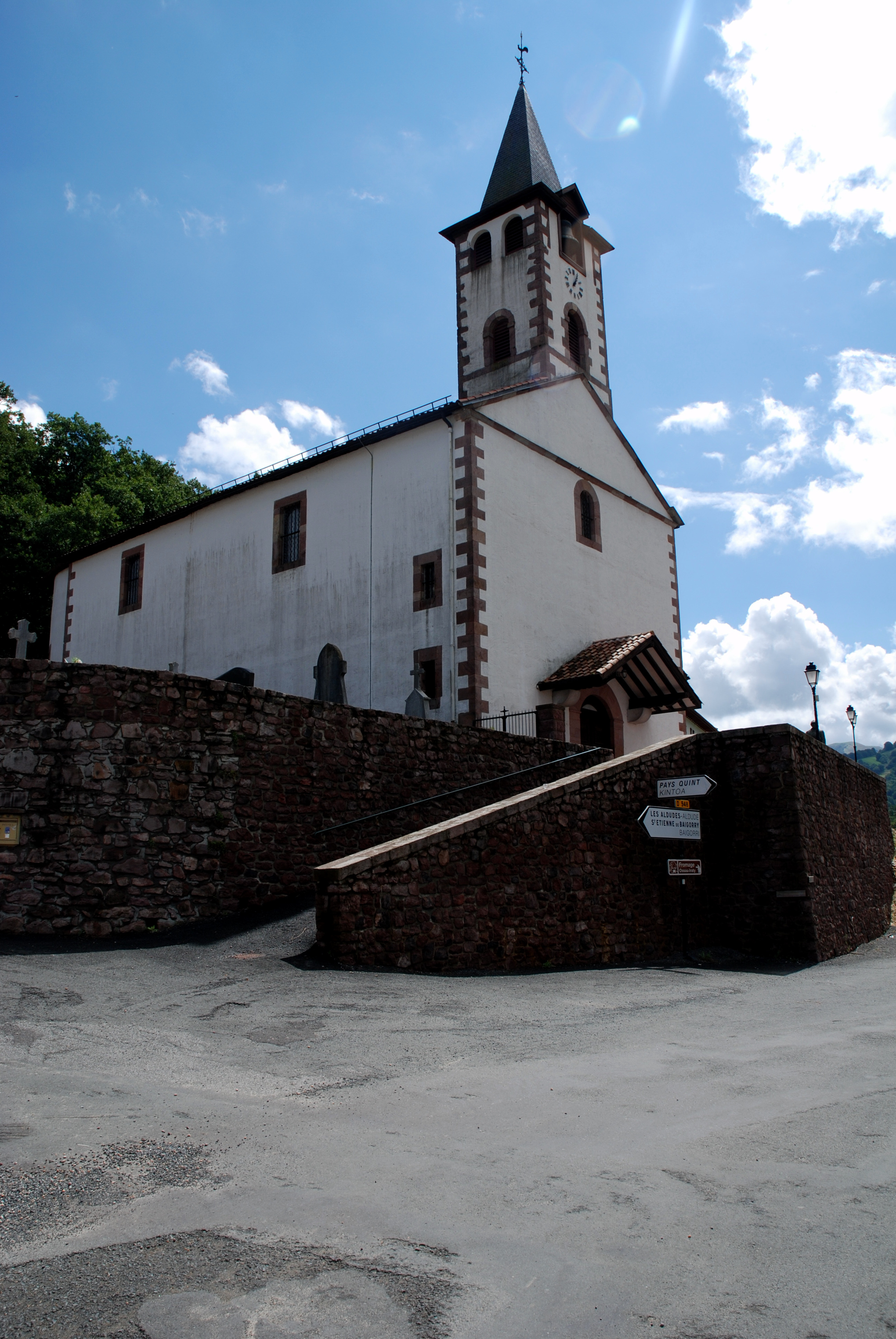
Pfarrkirche de l’Assomption-de-la-Bienheureuse-Vierge-Marie

- Pfarrkirche, gewidmet Mariä Himmelfahrt. Sie wurde 1841 errichtet, wie die Jahreszahl auf dem Schlussstein des Rundbogens über dem Eingang zum Langhaus belegt. 1882 sind vier Glasfenster des Glasmalermeisters Champigneulle aus Bar-le-Duc (Département Meuse) hinzugefügt worden. Im 20. Jahrhundert ist die Kirche restauriert worden. Das Langhaus birgt ein Hauptschiff und wird von einer halbrunden Apsis verlängert. Im Westen ragt der Glockenturm auf dem Gebäudedach empor. Sein Helm ist mit einem mit Schiefer gedeckten Zeltdach gedeckt, während die anderen Dachflächen der Kirche mit Hohlziegeln gedeckt sind. Auf der Südseite ist die Sakristei angerichtet und das zweistöckige Rathaus angebaut. Im Kircheninneren umsäumen Emporen aus Holz, deren Sitze während einer Messe den Männern vorbehalten sind, das Langhaus auf drei Seiten. Zwei hölzerne Innentreppen gewähren den Zugang. Die Decke ist mit einer Täfelung ausgestattet, die im Langhaus die Form eines Kreuzgratgewölbes, im Chor die Form eines Tonnengewölbes besitzt.[11][12]

- Bauernhof Inharabia. Das Bauernhaus zählt zu den ältesten in Urepel. Es könnte in der zweiten Hälfte des 18. Jahrhunderts errichtet worden sein, wie an den beiden Zwillingsfenstern, einem Fenster mit einer abgerundeten Fensterbank und den Verzierungen der Büge des Daches abzulesen ist. Im Laufe des 19. und des 20. Jahrhunderts wurden Umgestaltungen vorgenommen, bei denen insbesondere das Erdgeschoss in ein Geschäft umgewandelt wurde. Das Haus ist mit Bruchsteinen aus Kalk- und Sandstein, begleitet von Kieselsteinen, gebaut und verputzt. Die erste Etage ist zum Teil aus Fachwerk errichtet, das mit Kieselsteinen ausgefacht und mit einer dicken Schicht Kalk abgedeckt ist. Das Dach mit seinen langgezogenen Flächen ist mit Hohlziegeln gedeckt. Die Einfassung der Eingangstür in Rundbogenform erstreckt sich einschließlich des darüberliegenden Fensters und bildet zusammen die Form einer Flasche. Zwischen Eingang und Fenster ist eine Tafel angebracht, die mit drei eingravierten Kreuzen verschönert ist. Das Dachgeschoss hatte ursprünglich einen Balkon aus Holz, der heute nicht mehr existiert. Das Haus zeigt die traditionelle Aufteilung der Innenräume. In der Mitte befindet sich der eskaratz, ein zentraler Eingangsbereich, vorne die Wohnräume der Eigentümer, die sich in der ersten Etage fortsetzen. Im hinteren Bereich ist der Stall eingerichtet, der im Dachgeschoss Platz für den Heuboden bietet. Das Bauernhaus befindet sich in Privatbesitz und ist als nationales Kulturgut registriert.[13][14]

- Bauernhof Jabola. Er ist vermutlich in der zweiten Hälfte des 18. Jahrhunderts errichtet worden, wie am Kamin mit abgerundeter Konsole in der Küche abzulesen ist. Bestimmte Fenster sind im 19. Jahrhundert überarbeitet worden, im 20. Jahrhundert wurden die Nebengebäude des Bauernhofs abgerissen. Das Haus ist mit Bruchsteinen aus Kalk- und Sandstein gebaut und verputzt. Das Dach mit seinen langgezogenen Flächen ist mit Hohlziegeln gedeckt. Das Haus zeigt im Innern eine Aufteilung der Räume auf drei Ebenen, die über eine Innentreppe aus Holz erreichbar sind. Im Erdgeschoss ist der Stall untergebracht, in der ersten Etage befinden sich die Wohnräume und das Dachgeschoss dient zur Aufbewahrung des Heus. Das Bauernhaus befindet sich in Privatbesitz und ist als nationales Kulturgut registriert.[15][16]

- Bauernhof Tanburin Borda. Der vermutlich im 18. Jahrhundert errichtete Bauernhof befindet sich im Ortsteil Tambourinea südlich des Zentrums der Gemeinde. Die Jahreszahl „1862“ oberhalb des Tors gibt das Jahr des Verkaufs an, in dem auch Umgestaltungen durchgeführt wurden. Am Ende des 19. Jahrhunderts wurde der Bauernhof in eine Schäferei umgewandelt, nachdem ein neues Wohnhaus in der Nähe errichtet worden war. Im 20. Jahrhundert wurde das Bauernhaus erneut verändert, indem es vollständig in ein landwirtschaftliches Nebengebäude umgeformt wurde. Das Haus ist mit Bruchsteinen aus Kalk- und Sandstein gebaut und verputzt. Das Dach mit seinen langgezogenen Flächen ist mit Hohlziegeln gedeckt und wird mit verzierten Bügen gestützt. Die Fenster und Türen sind aus Holz oder aus Stein gearbeitet. Wie die meisten Bauernhäuser der Region waren die Räume ursprünglich um einen eskaratz angeordnet. Im vorderen Bereich und auf der erste Etage befanden sich die Wohnräume. Der hintere Bereich war für die landwirtschaftlichen Arbeiten und für den Stall vorgesehen und das Dachgeschoss barg in traditioneller Weise den Heuboden. Das Bauernhaus befindet sich in Privatbesitz und ist als nationales Kulturgut registriert.[17][18]

- Bauernhof Xaliesenea. Er wurde im Jahre 1787 errichtet, wie eine entsprechende Jahreszahl belegt, die auf dem Sturz des Scheunentors eingraviert ist und auch an den verzierten Bügen abzulesen ist, die das Dach abstützen. Er befindet sich im Ortsteil Xaliexenea unweit des Zentrums der Gemeinde. Das Haus wurde im 19. und vor allem im 20. Jahrhundert restauriert mit dem Bau einer Terrasse im hinteren Teil. Das Haus ist mit Bruchsteinen aus Kalk- und Sandstein gebaut und verputzt. Das Satteldach mit seinen langgezogenen Flächen ist mit Hohlziegeln gedeckt. Fenster und Eingänge sind mit Kalkstein eingefasst, dabei sind mehrere ältere Fenster mit abgerundeten Fensterbänken ausgestattet. Das Bauernhaus ist traditionell angeordnet mit einem vorderen Teil für die Wohnräume und einem hinteren Teil für landwirtschaftliche Arbeitsräume. Rund um einen eskaratz setzen sich diese Bereich in ein oberes Geschoss fort. Das Dachgeschoss birgt den Heuboden, der mit Okuli ausgeleuchtet wird. Das Bauernhaus befindet sich in Privatbesitz und ist als nationales Kulturgut registriert.[19][20]

## Wirtschaft und Infrastruktur

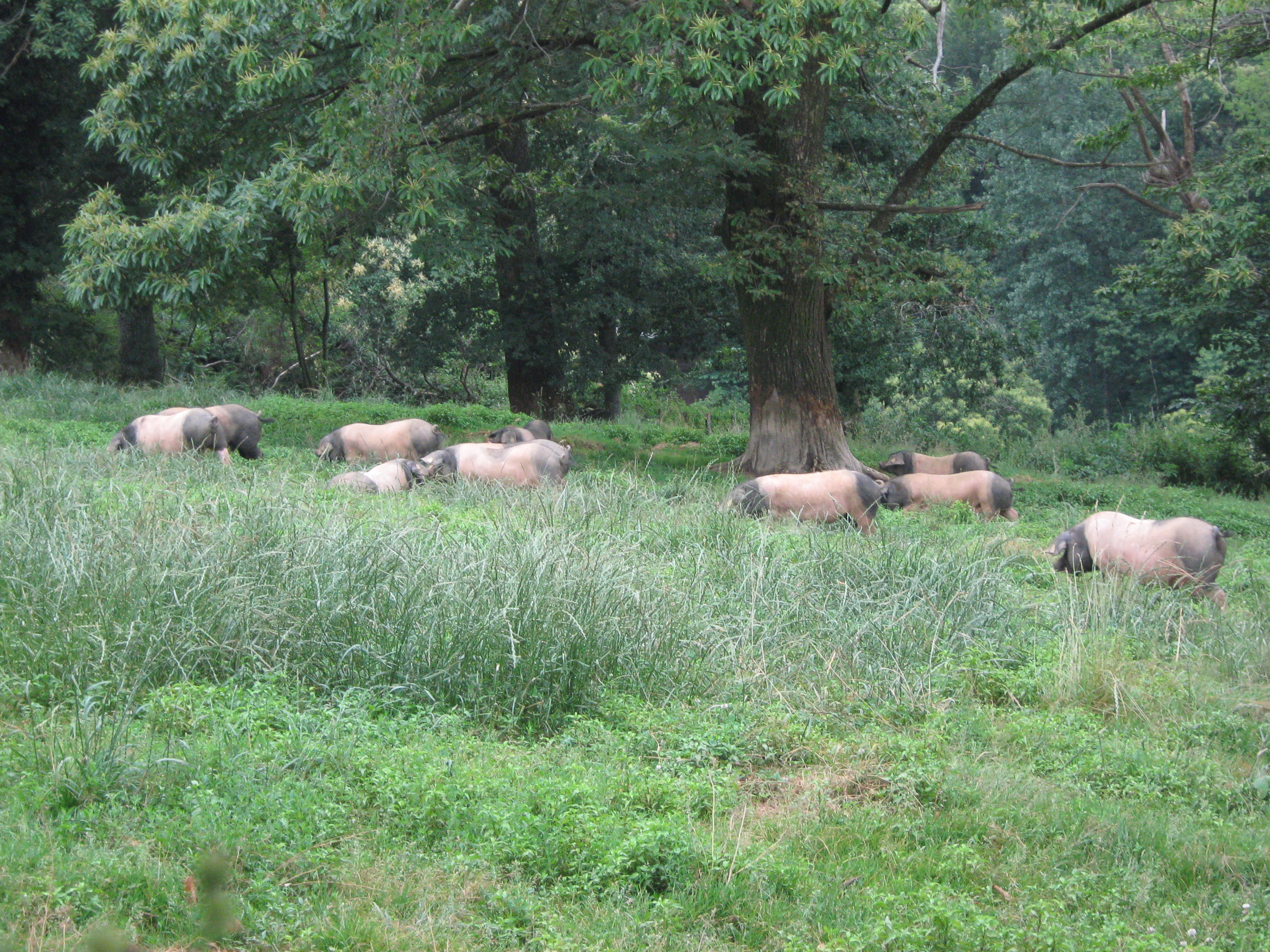
Schweine der Rasse Pie noir du Pays basque

Urepel liegt in den Zonen AOC des Ossau-Iraty, eines traditionell hergestellten Schnittkäses aus Schafmilch, sowie der Schweinerasse und des Schinkens „Kintoa“.
Die gute Wasserqualität der Gebirgsbäche erlaubt es, Fischzucht in Urepel zu betreiben.
Der Bauernhof von Gérard Antchagno und der Bauernhof Burubeltza produzieren u. a. den Ossau-Iraty. Jean Michel vom Bauernhof Burubeltza unterhält Schafe der Rasse Manech tête noire und Manech tête rousse, die vier bis sechs Monate im Jahr im Pays Quint auf der Weide stehen, und einige Schweine der Rasse „Kintoa“.
Miren Aire vom Bauernhof Iturribeltzea in Urepel unterhält Schafe der Rasse Manech tête noire und produziert u. a. den Ossau-Iraty und Produkte von Schweinen der Rasse „Kintoa“.

### Bildung
Die Gemeinde verfügt über eine öffentliche Grundschule mit 15 Schülerinnen und Schülern im Schuljahr 2017/2018.

### Sport und Freizeit
- Ein als schwierig eingestufter Rundweg mit einer Länge von 13,7 km und einem Höhenunterschied von 750 m führt vom Zentrum der Gemeinde auf die Wege der jährlichen Transhumanz.[28]

- Ein leichter Rundweg mit einer Länge von 2 km und einem Höhenunterschied von 150 m führt vom Zentrum der Gemeinde auf den in der Nähe liegenden Hügel Munhoa (562 m).[28]

### Verkehr
Urepel ist erreichbar über die Routes départementales 58 und 948 (ehemalige Route nationale 648), die hier endet.

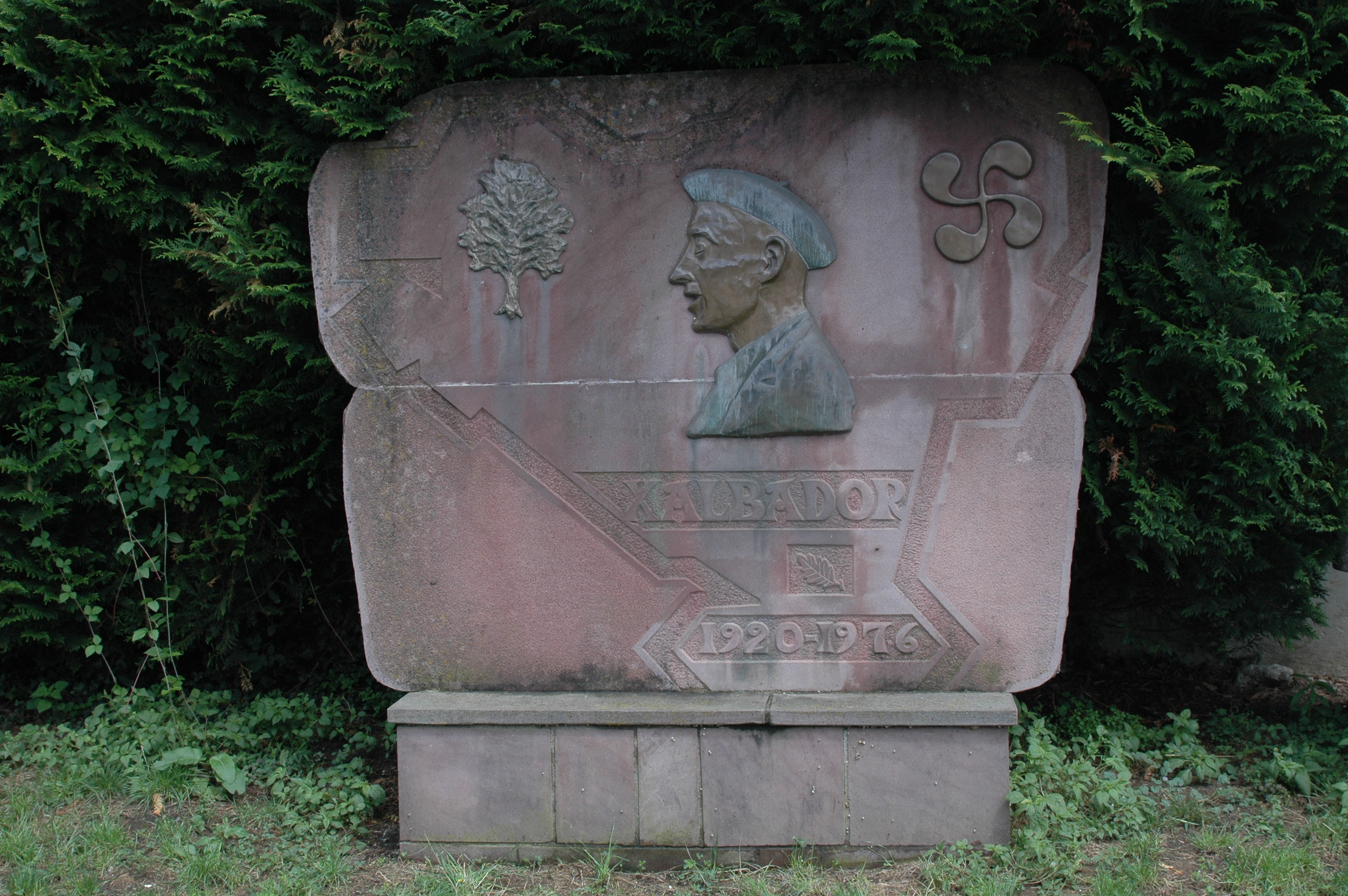
Denkmal zu Ehren von Fernando Aire Etxart

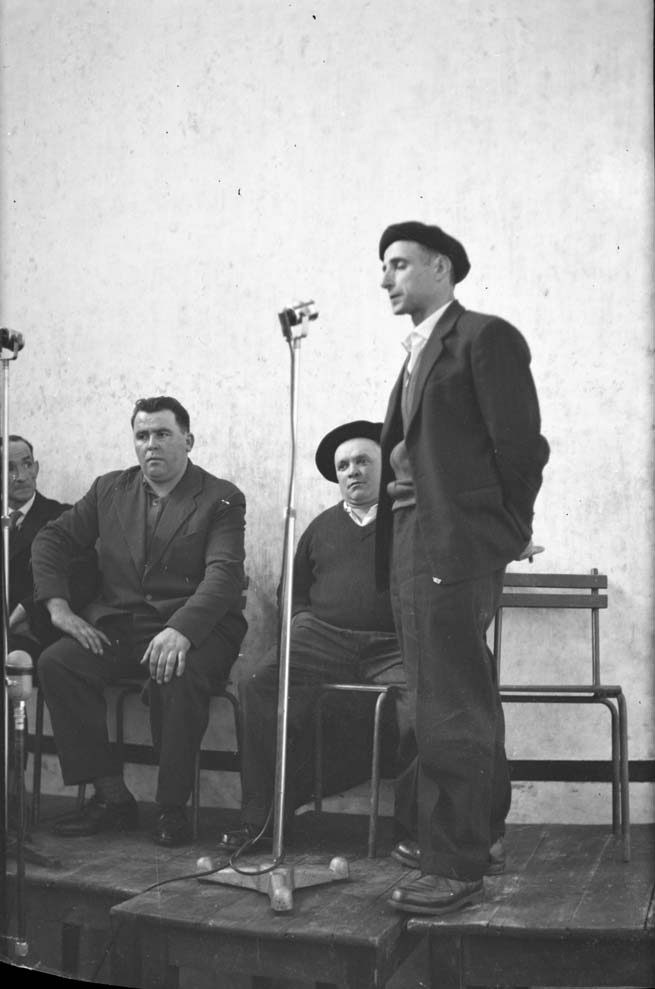
Fernando Aire Etxart, 1960

## Persönlichkeiten
Fernando Aire Etxart, genannt Xalbador, geboren am 19. Juni 1920 in Urupel, gestorben am 7. November 1976 in Urupel, war Dichter, Bertsolari und Landwirt. Ein Bertsolari (deutsch Dichter) ist ein Sänger von Versen in baskischer Sprache, der vor Publikum improvisiert. Die Gemeinde hat ein Ehrenmal aufgestellt, auf dem er mit der typischen Baskenmütze zwischen einem Baum und einem Baskischen Kreuz gezeigt wird.